# Maria Pia Casilio
Maria Pia Casilio (L'Aquila, 5 de mayo de 1935-Roma, 10 de abril de 2012) fue una actriz de cine italiana, conocida por sus papeles importantes en Umberto D. (1952) y Un americano en Roma (1954).

## Biografía
Nacida en San Pio delle Camere, L'Aquila, fue bastante activa entre 1952 y 1960, generalmente desempeñando papeles de chica de pueblo quejosa e ingenua. Después de su matrimonio con el actor de doblaje Giuseppe Rinaldi, se retiró parcialmente de la actuación. Sobre el lanzamiento en DVD de The Criterion Collection de Umberto D. Vittorio De Sica comentó que ella fue un «amuleto de la suerte» tenerla en sus películas.

## Filmografía parcial
- Umberto D. (1952)
- Canzoni di mezzo secolo (1952)
- Siamo tutti inquilini (1953)
- Estación Termini (1953)
- Il viale della speranza (1953)
- Teresa Raquin (1953)
- La valigia dei sogni (1953)
- Pan, amor y fantasía (1953)
- Destino de tres vidas (1954)
- Amori di mezzo secolo (1954)
- Carrusel napolitano (1954)
- Appassionatamente (1954)
- Pan, amor y celos (1954)
- Due soldi di felicità (1954)
- El aire de París (1954)
- Un americano en Roma (1954)
- Il medico dei pazzi (1954)
- Los papagayos (1955)
- Cuentos de Roma (1955)

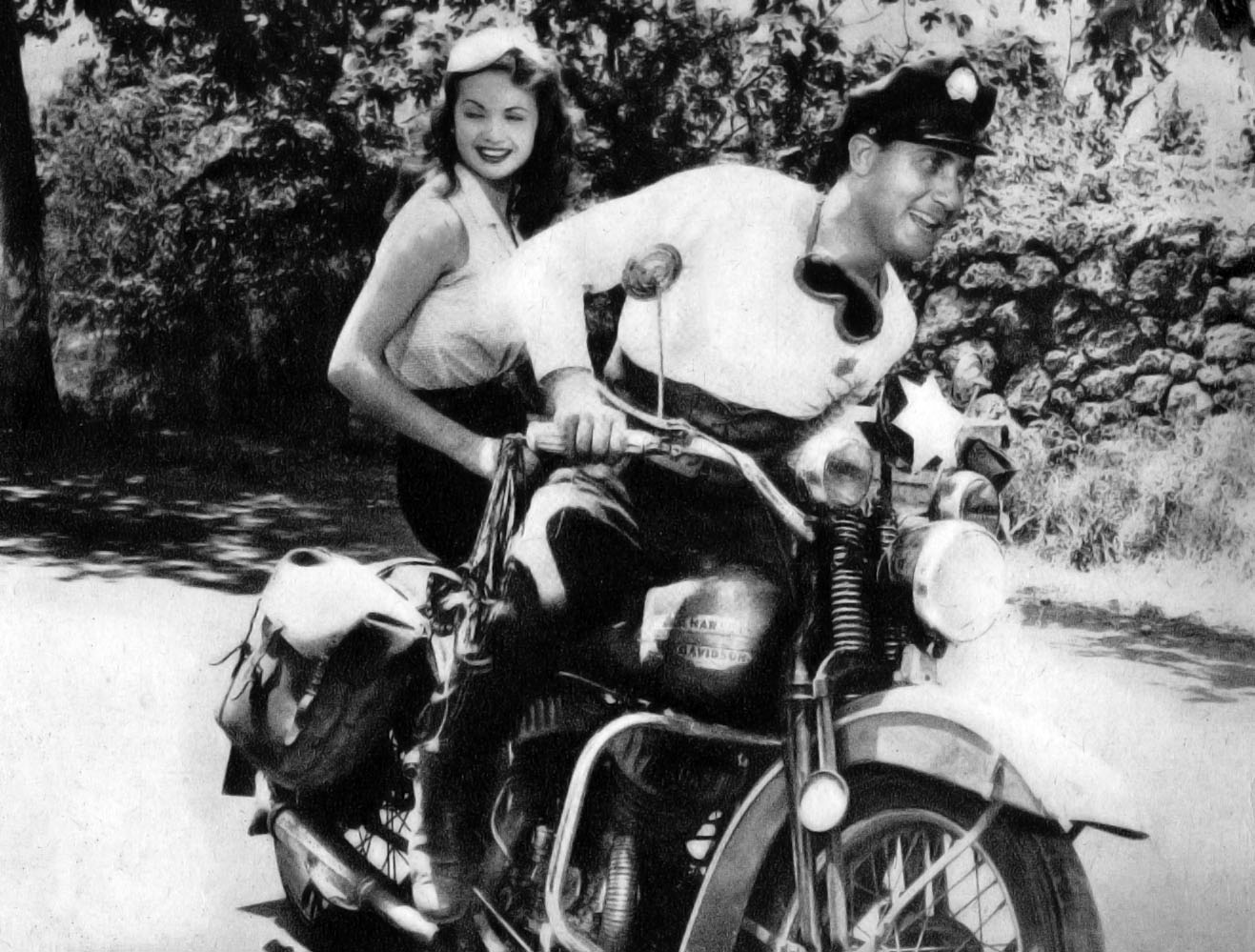
Casilio con Alberto Sordi en una escena de Un americano en Roma (1954).

- Totó, Pepino y los forajidos (1956)
- Good bye Firenze (Arrivederci Firenze) (1958)
- Gagliardi e pupe (1958)
- Mujeres peligrosas (1958)
- La banda del buco (1960)
- El juicio universal (1961)
- Cuore matto... matto da legare (1967)
- Lo chiameremo Andrea (1972)
- Brutti, sporchi e cattivi (1976)
- Identificación de una mujer (1982)
- Nosotros, los hombres duros (1987)
- Tres hombres y una pierna (1997)